# 토르시
토르시(페르시아어: ترشی), 투르시(알바니아어: turshi, 그리스어: τουρσί, 이집트 아랍어: تورشى, 히브리어: טורשי), 투르슈(튀르키예어·아제르바이잔어: turşu), 티르신(쿠르드어: tirşîn), 투르시야(불가리아어·세르비아어: туршия), 또는 무할랄(아랍어: مخلل)은 중동, 캅카스, 발칸반도 지역의 절임 음식이다.

## 사진 갤러리

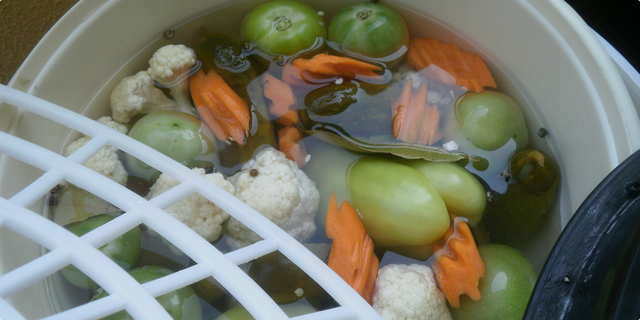
마케도니아의 토르시
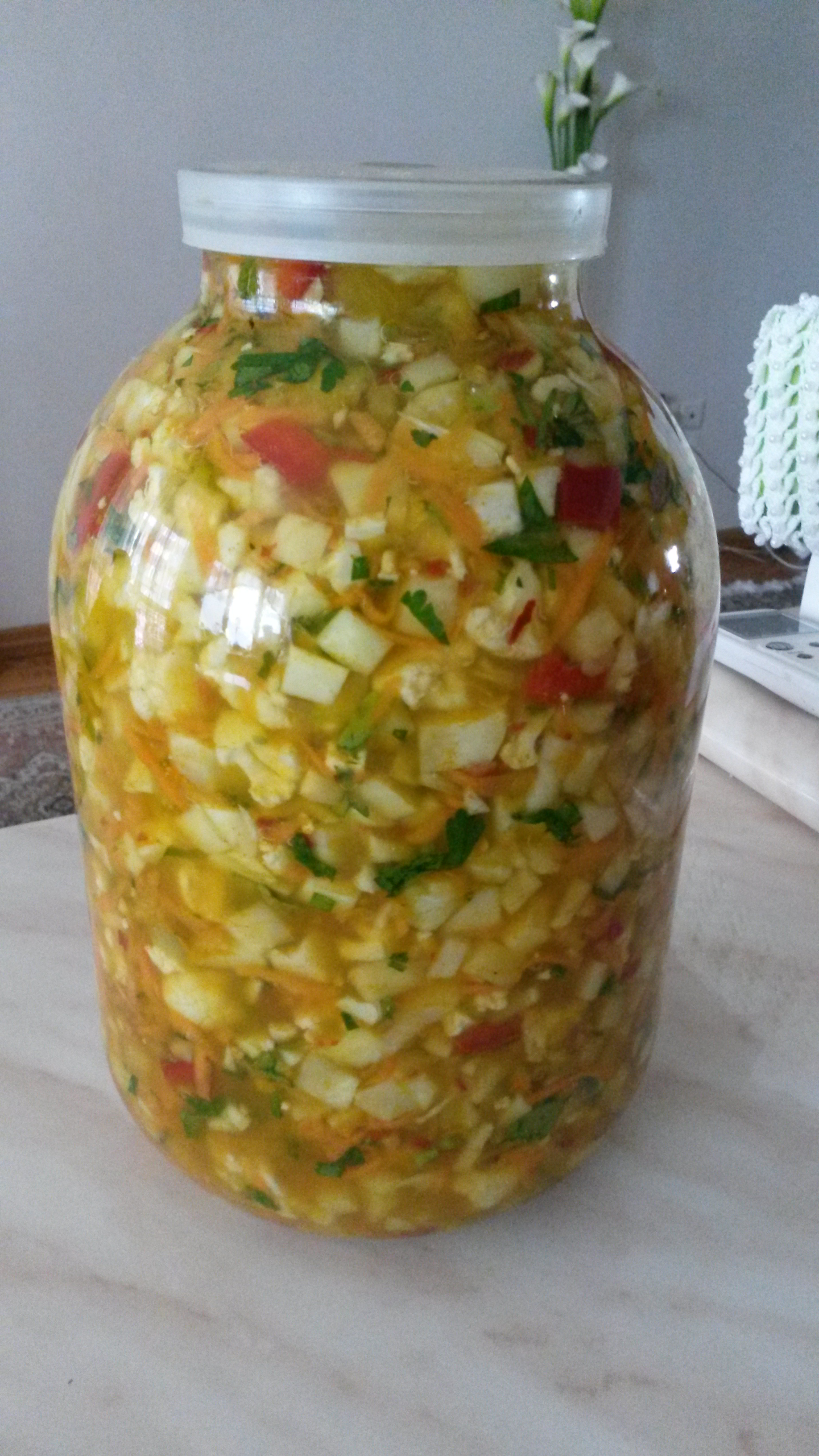
아르메니아의 토르시
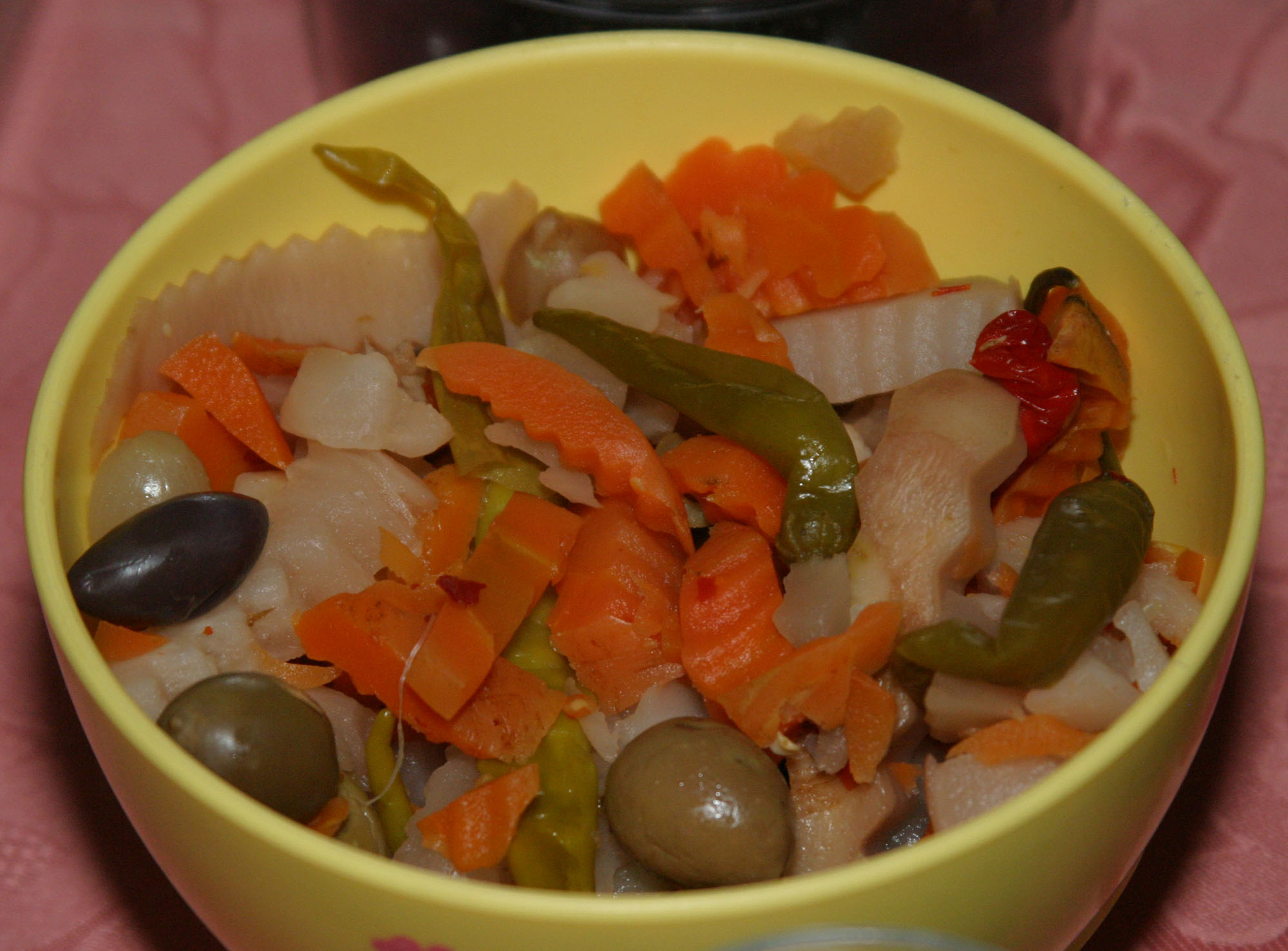
이집트의 토르시
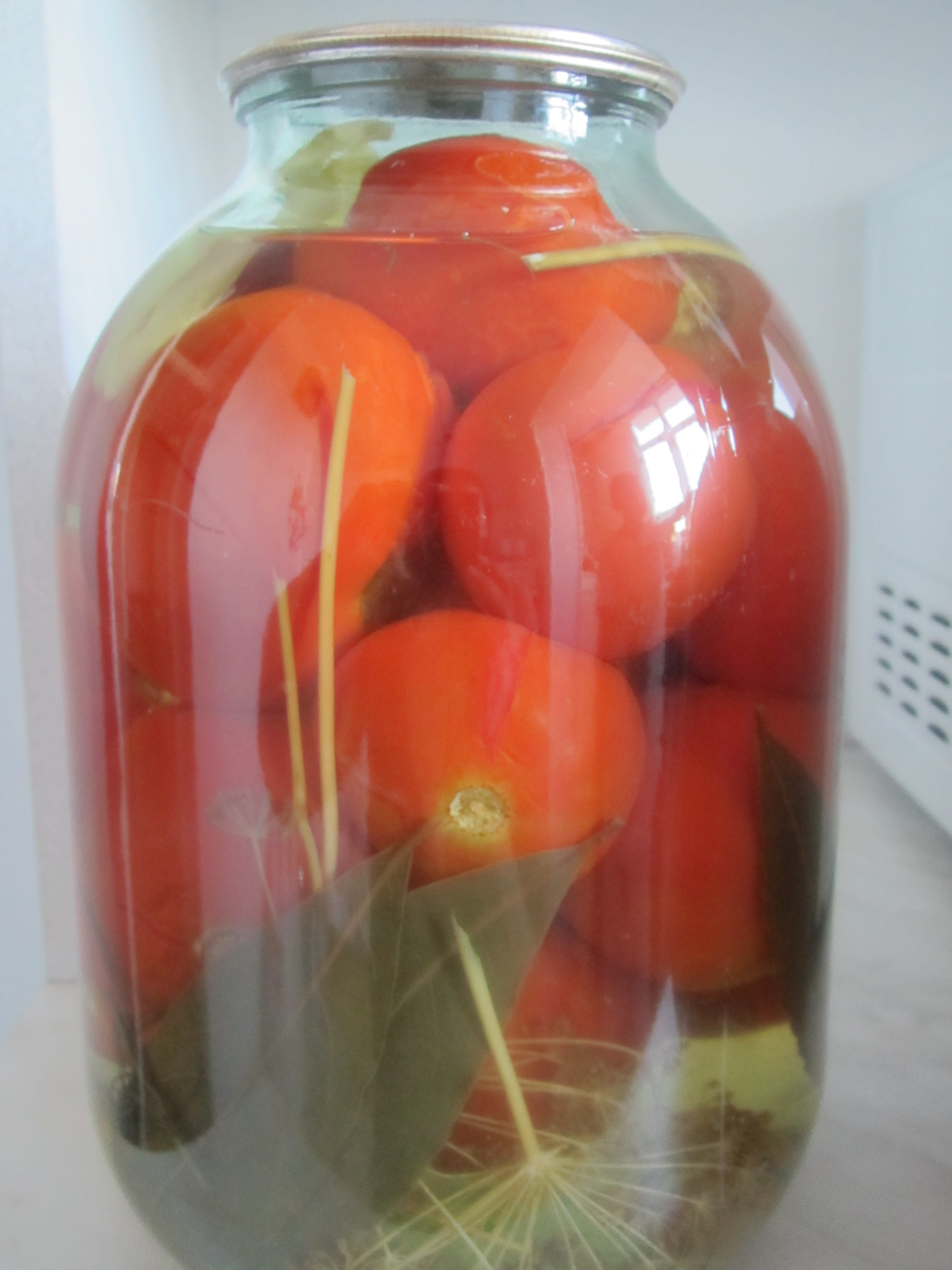
토마토 토르시
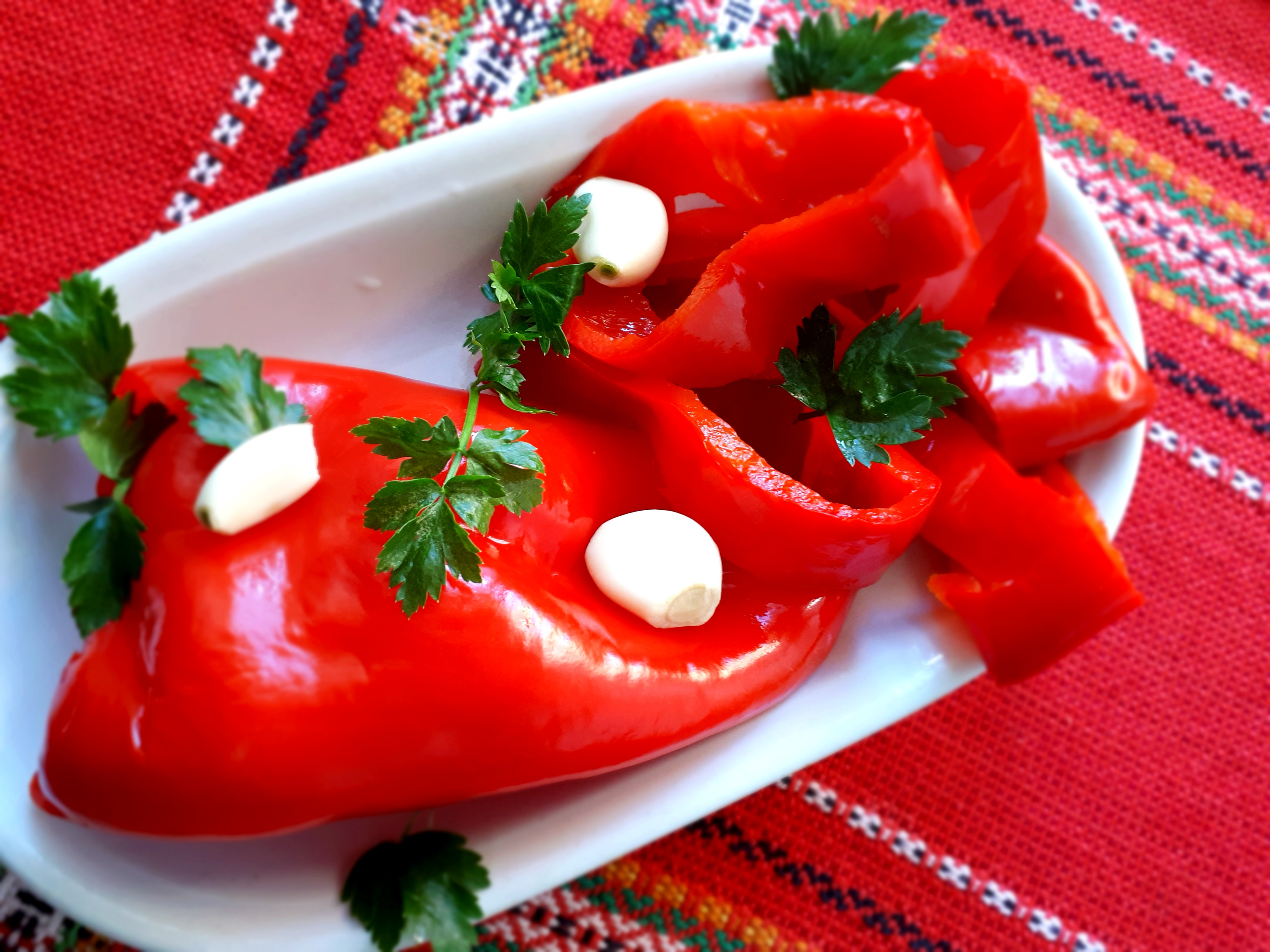
피망 토르시
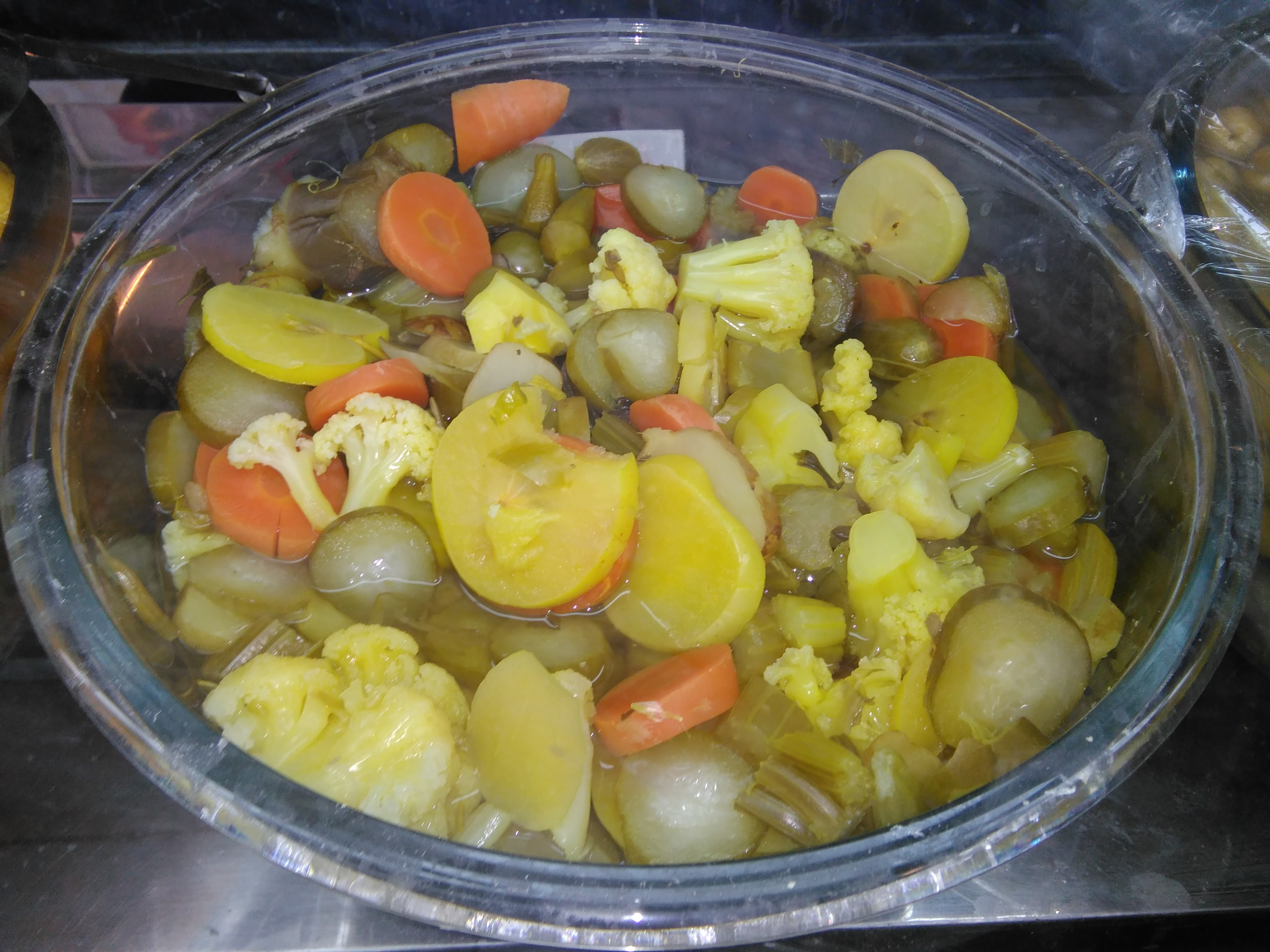
이란 토르시
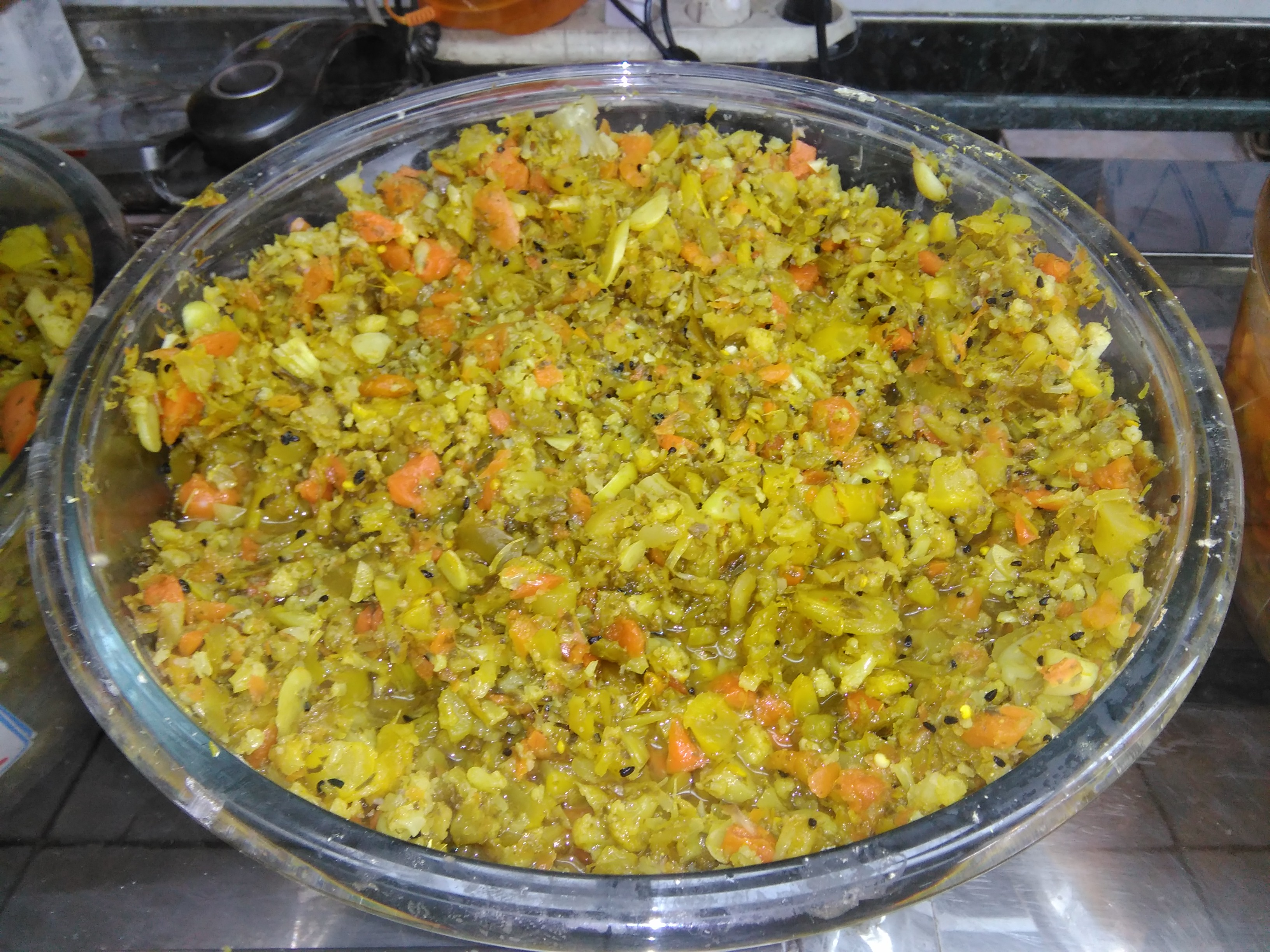
이란 토르시
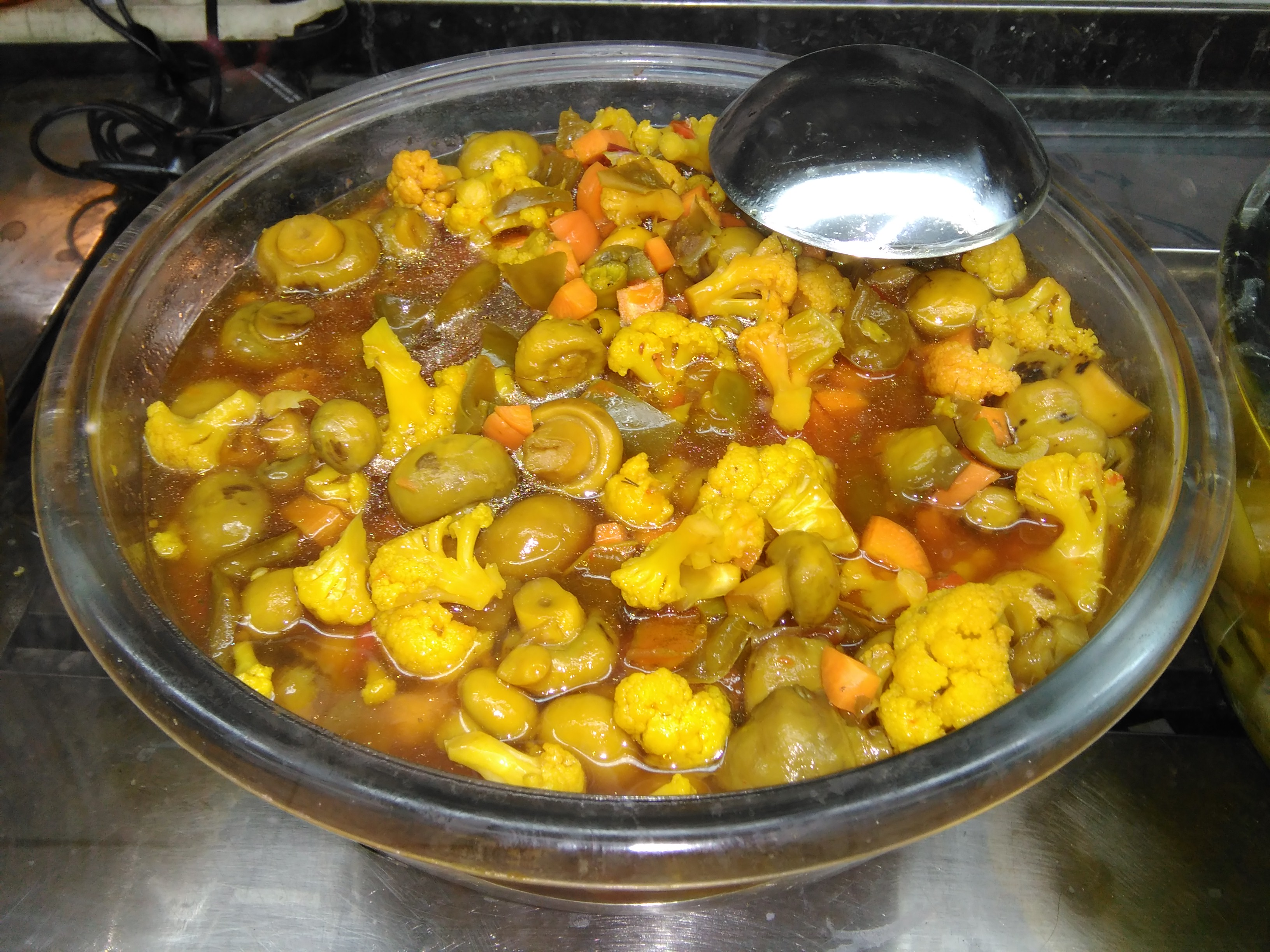
이란 토르시

## 같이 보기
- 피클